# U 678
U 678 war ein deutsches Unterseeboot des Typs VII C, auch „Atlantikboot“ genannt, das durch die deutsche Kriegsmarine während des Zweiten Weltkriegs im U-Boot-Krieg eingesetzt wurde.

## Technische Daten
Die Produktion der Hamburger Howaldtswerke wurde nach dem Kriegsbeginn im Wesentlichen auf den U-Bootbau umgestellt. Dennoch konnte diese Werft den vorgesehenen jährlichen Ausstoß von 16 U-Booten – ab Mitte 1943 auf 22 Boote erhöht – nicht erbringen. Bis zum Kriegsende lieferten die Hamburger Howaldtswerke 33 U-Boote vom Typ VII C an die Kriegsmarine aus. Ein solches Boot hatte eine Länge von 67 m und eine Verdrängung von 865 m³ unter Wasser. Es wurde über Wasser von zwei Dieselmotoren angetrieben, die eine Geschwindigkeit von 17 kn ermöglichten. Unter Wasser erbrachten zwei Elektromotoren eine Geschwindigkeit von 7 kn. Die Bewaffnung bestand aus einer 8,8-cm-Kanone und einer 2,0-cm-Flak an Deck sowie vier Bugtorpedorohren und einem Hecktorpedorohr.
Wie die meisten deutschen U-Boote seiner Zeit hatte auch U 678 ein bootsspezifisches Zeichen, das meist während der Ausbildungszeit von der Besatzung ausgewählt, am U-Boot-Turm angebracht sowie an Uniformmützen und Schiffchen getragen wurde. Es handelte sich um eine stilisierte Zeichnung des „Lügenbaron“ Münchhausen mit Degen, der auf dem aufstrebenden Bug eines U-Bootes reitet.

## Geschichte
Kommandant Oberleutnant zur See Hyronimus hatte zuvor U 670 kommandiert, das allerdings bei einer Ausbildungsfahrt in der Danziger Bucht mit einem Zielschiff kollidierte und dabei versenkt wurde. Hyronimus überführte  U 678 nach der Indienststellung von Hamburg durch den Nord-Ostsee-Kanal nach Kiel, dem Stützpunkt der 5. U-Flottille, der das Boot bis Mai 1944 als Ausbildungsboot unterstellt war. Hyronimus unternahm in dieser Zeit Erprobungs-, dann  Ausbildungsfahrten in der Ostsee, zum Einfahren des Bootes und zum Training der Besatzung.
Ende Mai verlegte das Boot zum Marinestützpunkt im norwegischen Kristiansand, wo es am 29. Mai eintraf und als Frontboot bei der 7. U-Flottille eingesetzt wurde. Von hier aus lief U 678 am 8. Juni zu seiner einzigen Unternehmung aus. Hyronimus patrouillierte auf dieser Fahrt vor Brighton und Beachy Head.

### Versenkung

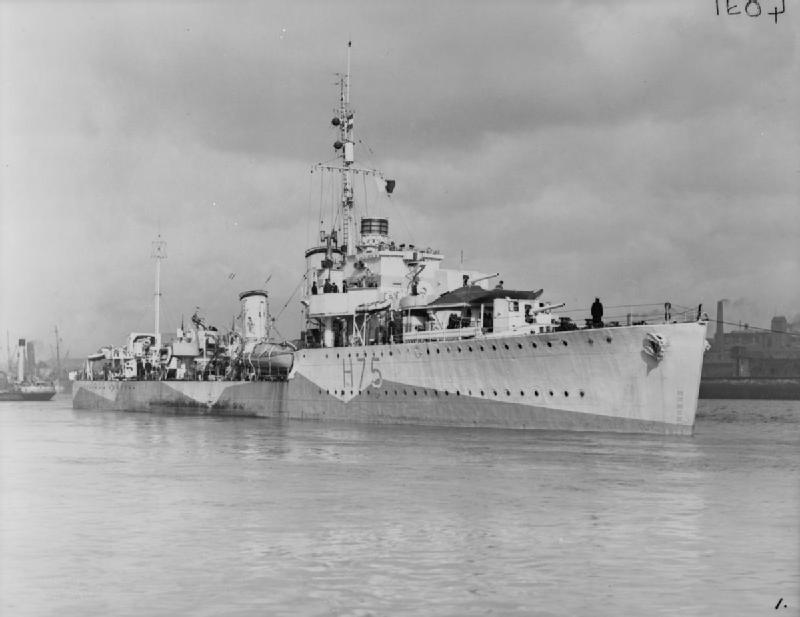
Die HMCS Kootenay

Das Boot wurde Anfang Juli von drei alliierten Kriegsschiffen angegriffen. An der Versenkung beteiligt waren die kanadischen Zerstörer Ottawa und Kootenay sowie die britische Korvette Statice. Die drei Kriegsschiffe versenkten U 678 am 6. Juli südwestlich von Brighton mit Wasserbomben. Dabei kamen alle 52 Besatzungsmitglieder ums Leben.
Auch nachdem bereits auftreibendes Öl, Trümmer und Leichenteile gesichtet worden waren, setzten die Angreifer ihre Wasserbombenattacken bis zum folgenden Tag fort.